# Alonso de Ercilla y Zúñiga
Alonso de Ercilla y Zúñiga (ur. 7 sierpnia 1533 w Madrycie, zm. 29 listopada 1594) – hiszpański szlachcic, żołnierz i poeta.
W 1548 roku został paziem późniejszego króla Filipa II. W tym charakterze odwiedził Włochy, Niemcy i Holandię oraz był obecny podczas ślubu Filipa z Marią I Tudor w 1554 roku.
Po udaniu się do Peru w 1557 roku uczestniczył podczas buntu Francisca Hernandeza Girona w walkach z Araukanami w Chile, gdzie walczył po stronie buntowników, za co został potępiony. W 1558 roku, po śmierci generała Garcíi Hurtado de Mendozy, Marquis of Cañete, został ułaskawiony i wziął udział w bitwie pod Quipeo (14 grudnia 1558).
W 1562 roku powrócił do Hiszpanii, a następnie odwiedzał Włochy, Francję, Niemcy i Czechy. W 1570 roku ożenił się z Marią de Bathn. W tym samym roku został Kawalerem Zakonu Santiago. W 1578 roku reprezentował króla Filipa w misji do Saragossy.
Jego główną pracą był epicki poemat La Araucana, opisujący wydarzenia z okresu wojny z Araucanami. Poemat składał się z trzech części. Pierwsza napisana została w Chile i opublikowana w 1569 roku. Jej treść oparta była na wydarzeniach historycznych. Część druga, opublikowana w 1578 roku, zawiera romantyczne i fantastyczne opisy różnych wydarzeń. Część trzecia, opublikowana w latach 1589–1590, pełna jest nieistotnych epizodów. Praca uważana jest za klasykę renesansowej epiki napisaną w języku hiszpańskim i za pierwsze ważne narodowe dzieło Chile, opisujące kraj oraz w pozytywnym świetle przedstawiające Araukanów. Dwie części poematu przełożył na język polski Czesław Ratka.
Postać Alonso de Ercilla y Zúñiga była tematem obrazu Williama Blake’a z 1800.

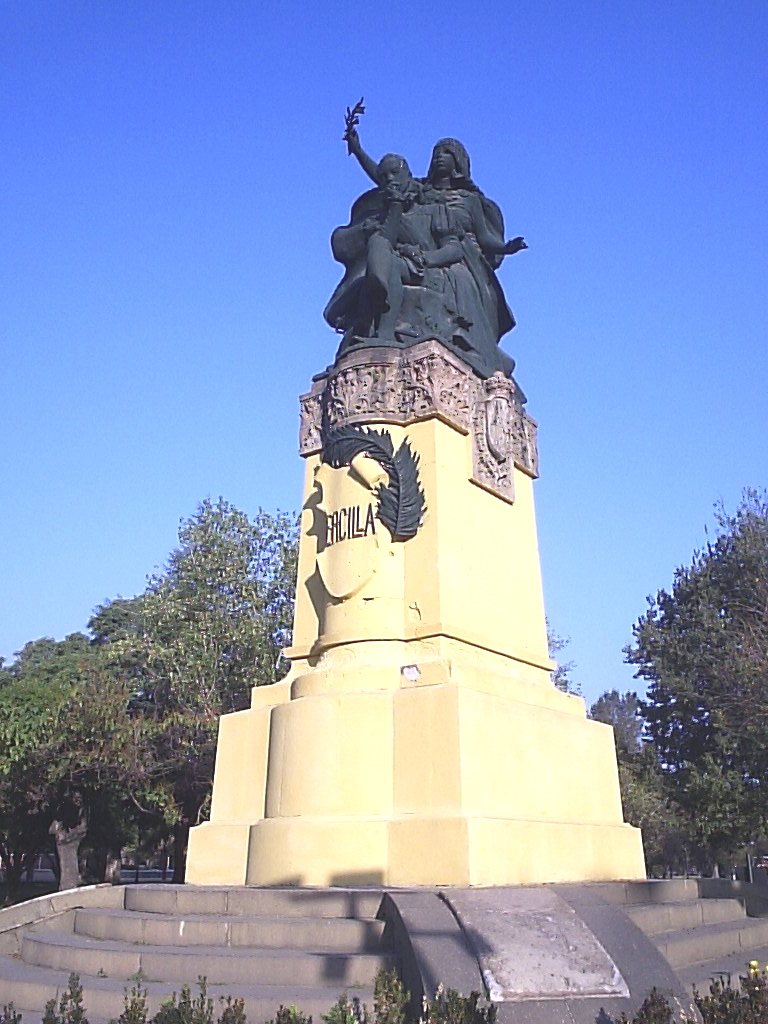
Pomnik Alonso de Ercilla w Santiago

## Literatura
- Ercilla, Alonso de: La Araucana. Edición de Isaías Lerner. Madrid, 1993, 2005, ISBN 84-376-1151-2
- Held, Barbara: Studien zur Araucana des Don Alonso de Ercilla: Vorstellungen zu Recht, Staat und Geschichte in epischer Form. Frankfurt 1983, ISBN 3-88129-672-7
- Montes Brunet, Hugo: Alonso de Ercilla y Zúñiga. Lexikonartikel in der Gran Enciclopedia Rialp; Madrid 1991
- Pierce, Frank Alonso de Ercilla y Zúñiga. Amsterdam 1984 ISBN, 90-6203-965-0